# Lady Margaret Hall
Lady Margaret Hall (LMH) es uno de los colleges que constituyen la Universidad de Oxford, en el Reino Unido y está situado en Norham Gardens en el norte de Oxford.
Nombrado por Margarita Beaufort, se fundó en 1878 como el primer colegio en Oxford para mujeres y ha aceptado tanto hombres como mujeres desde 1979. LMH deja entrar a pregrados y posgrados. En 2015/16, ocupó el puesto 23 en la Tabla Norrington de Oxford.
El director actual es Alan Rusbridger.
El escudo del colegio presenta características que se asocia con su fundación. El rastrillo representa a  lady Margarita, la campana es un símbolo de la familia Wordsworth y los Talbots representan Edward Talbot. Sus colores son el azul y el amarillo (a veces también incluye el blanco). Su consigna es Souvent me Souviens, una antigua frase francesa que significa «recuerdo con frecuencia». Fue la consigna de Beaufort.